# Rolls-Royce RB211
A família RB211 de motores turbofan de alta taxa de desvio de fluxo ("high-bypass") fabricados pela Rolls - Royce durante os anos 1970 e 1980. Gerando entre 166 e 270 kN (16,6 a 27,1 t) de empuxo. Este motor foi originalmente desenvolvido para a utiliação no projeto L-1011 Tristar, da fabricante estadunidense de aviões Lockheed, em resposta a uma especificação gerada pela companhia American Airways. Devido a problemas no projeto e aos altos custos derivados do ineditismo do projeto - este tipo de turbofan é semelhante aos mais atuais tipos, com menor nível de ruído e consumo de combustível) levaram a Rolls-Royce à falência e a estatização pelo governo da Inglaterra, o que permitiu a finalização deste projeto, que determinou o ressurgimento da RR como fornecedor de motores a nível mundial. 
A produção do RB211 foi suspensa em meados dos anos 1990, tendo sido substituída pela linha Trent, sucessora natural e que equipa boa parte dos novos aviões civis de passageiros, como versões do Boeing B777-200 e o Airbus A380, por exemplo.